# لطف‌آباد (سید ولی‌الدین)
لطف‌آباد روستایی از توابع بخش سردشت شهرستان دزفول در استان خوزستان ایران است.

## جمعیت
این روستا در دهستان سید ولی‌الدین قرار دارد و بر اساس سرشماری مرکز آمار ایران در سال ۱۳۸۵، جمعیت آن ۱۶۶ نفر (۲۸ خانوار) بوده‌است.